# Veľký Kamenec
Veľký Kamenec (v minulosti Velký Kevežd, Welke Keweschda, maďarsky Nagykövesd)  je obec na Slovensku v okrese Trebišov. V obci je základní škola s vyučovacím jazykom maďarským.
Na území obce je chráněné ptačí území Medzibodrožie. U obce se nacházejí zříceniny stejnojmenného hradu Veľký Kamenec.

## Symboly obce
Podle heraldického rejstříku obec tyto symboly přijala 7. února 2007. Na znaku je motiv vinohradnictví podle otisku pečetidla z roku 1780.

### Znak
V červeném štítě stříbrná stříbrolistá réva s kořeny, na každé straně s jedním zlatým hroznem; v patě štítu sedm stříbrných skal.

### Vlajka
Vlajka má podobu tří podélných pruhů červeného, žlutého, bílého v poměru 3:1:3. Vlajka má poměr stran 2:3 a ukončena je třemi cípy, tj. dvěma zástřihy, sahajícími do třetiny jejího listu.